# Sands of Forvie Nature Reserve
Sands of Forvie Nature Reserve är ett naturreservat i Storbritannien.   Det ligger i kommunen Aberdeenshire och riksdelen Skottland, i den norra delen av landet, 700 km norr om huvudstaden London.